# Supercoppa UEFA 2008
La Supercoppa UEFA 2008 è stata la trentatreesima edizione della Supercoppa UEFA.
Si è svolta il 29 agosto 2008 allo stadio Louis II di Monaco, dove si sono affrontate la squadra vincitrice della Champions League 2007-2008, ovvero gli inglesi del Manchester United, e la squadra vincitrice della Coppa UEFA 2007-2008, ossia i russi dello Zenit San Pietroburgo.
A conquistare il titolo è stato lo Zenit che ha battuto per 2-1 il Manchester con i gol di Pogrebnjak e Danny ai quali ha risposto Vidić.

## Partecipanti
| Squadre               | Qualificazione                                   | Partecipazioni precedenti (il grassetto indica la vittoria) |
| --------------------- | ------------------------------------------------ | ----------------------------------------------------------- |
| Manchester Utd        | Vincitrice della UEFA Champions League 2007-2008 | 2 (1991, 1999)                                              |
| Zenit San Pietroburgo | Vincitrice della Coppa UEFA 2007-2008            | Nessuna                                                     |

## Tabellino
| Arbitro: | Claus Bo Larsen |

|           |           |                          |
| Vidić 73’ | Marcatori | 44’ Pogrebnjak 59’ Danny |

| Manchester United | Zenit San Pietroburgo |

### Formazioni[1]
| Manchester Utd (4-4-2) |    |                   |            |     |
|                        |    |                   |            |     |
| P                      | 1  | Edwin van der Sar |            |     |
| D                      | 2  | Gary Neville      |            | 76’ |
| D                      | 5  | Rio Ferdinand     |            |     |
| D                      | 15 | Nemanja Vidić     |            |     |
| D                      | 3  | Patrice Evra      |            |     |
| C                      | 24 | Darren Fletcher   |            | 60’ |
| C                      | 18 | Paul Scholes      | 45+1’, 90’ |     |
| C                      | 16 | Anderson          | 54’        | 60’ |
| C                      | 17 | Nani              |            |     |
| A                      | 10 | Wayne Rooney      |            |     |
| A                      | 32 | Carlos Tévez      | 74’        |     |
| A disposizione:        |    |                   |            |     |
| P                      | 29 | Tomasz Kuszczak   |            |     |
| D                      | 6  | Wes Brown         |            | 76’ |
| D                      | 22 | John O'Shea       |            | 60’ |
| C                      | 13 | Park Ji-sung      |            | 60’ |
| C                      | 28 | Darron Gibson     |            |     |
| C                      | 34 | Rodrigo Possebon  |            |     |
| A                      | 31 | Fraizer Campbell  |            |     |
| Allenatore:            |    |                   |            |     |
| Alex Ferguson          |    |                   |            |     |

| Zenit San Pietroburgo (4-4-2) |    |                      |  |     |
|                               |    |                      |  |     |
| P                             | 16 | Vjačeslav Malafeev   |  |     |
| D                             | 22 | Aleksandr Anjukov    |  |     |
| D                             | 4  | Ivica Križanac       |  | 71’ |
| D                             | 28 | Sébastien Puygrenier |  | 62’ |
| D                             | 11 | Radek Šírl           |  |     |
| C                             | 44 | Anatolij Tymoščuk    |  |     |
| C                             | 18 | Konstantin Zyrjanov  |  |     |
| C                             | 27 | Igor' Denisov        |  |     |
| C                             | 19 | Danny                |  |     |
| A                             | 7  | Alejandro Domínguez  |  | 46’ |
| A                             | 8  | Pavel Pogrebnjak     |  |     |
| A disposizione:               |    |                      |  |     |
| P                             | 1  | Kamil Čontofalský    |  |     |
| D                             | 5  | Kim Dong-jin         |  |     |
| D                             | 15 | Roman Širokov        |  | 62’ |
| C                             | 2  | Vladislav Radimov    |  | 71’ |
| C                             | 10 | Andrej Aršavin       |  | 46’ |
| C                             | 20 | Viktor Fajzulin      |  |     |
| A                             | 9  | Fatih Tekke          |  |     |
| Allenatore:                   |    |                      |  |     |
| Dick Advocaat                 |    |                      |  |     |